# Open d'Australie de tennis de table
L'Open d'Australie ITTF est une étape du Pro-Tour de tennis de table. L'Open est organisé par la fédération internationale de tennis de table.
Les résultats des matchs de cette compétition comptent pour le classement mondial ITTF.
Il y a eu 4 éditions de l'Open d'Australie entre 1996 et 1999. Depuis 2014, il y a une édition par an, comprenant les compétitions moins de 21 ans.

## Palmarès Simples Messieurs
| Année Lieu      | Catégorie           | Vainqueur         | Finaliste         | Demi-finalistes               | Source |
| --------------- | ------------------- | ----------------- | ----------------- | ----------------------------- | ------ |
| 1996 Brisbane   | Pro Tour            | Werner Schlager   | Johnny Huang      |                               | [ 1 ]  |
| 1997 Melbourne  | Pro Tour            | Ding Song         | Johnny Huang      |                               | [ 2 ]  |
| 1998 Melbourne  | Pro Tour            | Kong Linghui      | Kim Taek-soo      | Wang Liqin                    | ,      |
| 1999 Melbourne  | Pro Tour            | Ma Lin            | Kalinikos Kreanga |                               | ,      |
| 2014 Sydney     | Challenge Series    | Wu Zhikang        | Zhan Jian         | Henzell William Asuka Sakai   | [ 6 ]  |
| 2015 Gold Coast | Challenge Series    | Jung Youngsik     | Ho Kwan Kit       | Jiang Tianyi Yuya Oshima      | [ 7 ]  |
| 2016 Melbourne  | Challenge Series    | Jun Mizutani      | Li Hu             | Yuto Kizukuri Chen Feng       | [ 8 ]  |
| 2017 Gold Coast | World Tour Platinum | Vladimir Samsonov | Simon Gauzy       | Cho Seung-min Paul Drinkhall  | [ 9 ]  |
| 2018 Geelong    | World Tour Platinum | Xu Xin            | Liu Dingshuo      | Harimoto Tomokazu Yuya Oshima |        |
| 2019 Geelong    | World Tour Platinum | Xu Xin            | Wang Chuqin       | Ma Long Patrick Franziska     |        |

## Palmarès Simples Dames
| Année Lieu      | Catégorie           | Vainqueur    | Finaliste       | Demi-finalistes            | Source |
| --------------- | ------------------- | ------------ | --------------- | -------------------------- | ------ |
| 1996 Brisbane   | Pro Tour            | Wang Chen    | Yuko Michihiro  |                            | [ 1 ]  |
| 1997 Melbourne  | Pro Tour            | Deng Yaping  | Yang Ying       |                            | [ 1 ]  |
| 1998 Melbourne  | Pro Tour            | Yang Ying    | Wang Chen       |                            | [ 1 ]  |
| 1999 Melbourne  | Pro Tour            | Chen Jing    | Sun Jin (zh)    |                            | [ 1 ]  |
| 2014 Sydney     | Challenge Series    | Feng Tianwei | Morizono Mizaki | Mima Ito Tashiro Saki      | [ 10 ] |
| 2015 Gold Coast | Challenge Series    | Ai Fukuhara  | Jeon Ji-hee     | Tie Yana Moon Hyun-jung    | [ 11 ] |
| 2016 Melbourne  | Challenge Series    | Hina Hayata  | Yuka Ishigaki   | Hitomi Sato Miyu Kato      | [ 12 ] |
| 2017 Gold Coast | World Tour Platinum | Chen Meng    | Wang Manyu      | Zhu Yuling Gu Yuting       | [ 13 ] |
| 2018 Geelong    | World Tour Platinum | Liu Shiwen   | Ding Ning       | He Zhuojia Kasumi Ishikawa |        |
| 2019 Geelong    | World Tour Platinum | Sun Yingsha  | Ding Ning       | Mima Ito Kasumi Ishikawa   |        |

## Palmarès Doubles Messieurs et dames
| Année Lieu      | Catégorie           | Messieurs                    | Messieurs                       | Messieurs                                                 |                              | Dames                        | Dames                                                         | Dames        | Ref |
| Année Lieu      | Catégorie           | Vainqueur                    | Finaliste                       | Demi-finalistes                                           | Vainqueur                    | Finaliste                    | Demi-finalistes                                               |              | Ref |
| --------------- | ------------------- | ---------------------------- | ------------------------------- | --------------------------------------------------------- | ---------------------------- | ---------------------------- | ------------------------------------------------------------- | ------------ | --- |
| 1996 Brisbane   | Pro Tour            | Karl Jindrak Werner Schlager |                                 |                                                           | Wang Chen Zhu Fang           |                              |                                                               | [ 1 ]        |     |
| 1997 Melbourne  | Pro Tour            | Ma Lin Yan Sen               |                                 |                                                           | Deng Yaping Yang Ying        |                              |                                                               |              |     |
| 1998 Melbourne  | Pro Tour            | Kong Linghui Liu Guoliang    | Mark Smythe Johnny Huang        |                                                           | Yang Ying Wu Na              |                              |                                                               | [ 1 ]        |     |
| 1999 Melbourne  | Pro Tour            | Karl Jindrak Werner Schlager | Chang Yen-Shu Chiang Peng-Lung  |                                                           | Chen Jing Xu Jing            |                              |                                                               | [ 1 ]        |     |
| 2014 Sydney     | Challenge Series    | Tang Peng Wong Chun Ting     | Yang Zi Zhan Jian               | Sambe Kohei Tsuboi Yuma Chen Feng Wu Zhikang              | Saki Tashiro Yuko Fujii      | Jian Fang Lay Miao Miao      | Ghatak Poulomi Komwong Nanthana Degtiar Ioulia Ermakova Irina | [ 1 ] [ 10 ] |     |
| 2015 Gold Coast | Challenge Series    | Ho Kwan Kit Lam Siu Hang     | Harmeet Desai Soumyajit Ghosh   | Jang Woo-jin Jung Young-sik Robin Devos Cedric Nuytinck   | Jeon Ji-hee Lee Dasom        | Doo Hoi Kem Zhu Chengzhu     | Lee Hye-lin Lee Eun-hye Lee Ho Ching Tie Yana                 | [ 11 ]       |     |
| 2016 Melbourne  | Challenge Series    | Jin Takuya Morita Yuki       | Antoine Hachard Romain Ruiz     | Yuto Kizukuri Yuki Matsuyama Chen Feng Li Hu              | Honoka Hashimoto Hitomi Sato | Jian Fang Lay Miao Miao      | Melissa Tapper Zhang Ziyu Tsai Yu-Chin Lee Yu-Peng            | [ 12 ]       |     |
| 2017 Gold Coast | World Tour Platinum | Jang Woo-jin Park Gan-hyeon  | Chen Chien-an Chiang Hung-Chieh | Jin Ueda Maharu Yoshida Gao Ning Pang Xue Jie             | Chen Meng Zhu Yuling         | Wang Manyu Chen Xingtong     | Mukherjee Sutirtha Sahasrabu Pooja Hina Hayata Mima Ito       | [ 13 ]       |     |
| 2018 Geelong    | World Tour Platinum | Jung Young-sik Lee Sang-su   | Masataka Morizono Yuya Oshima   | Lin Yun-ju Liao Cheng-Ting Jang Woo-jin Lim Jong-hoon     | Hina Hayata Mima Ito         | Hitomi Sato Honoka Hashimoto | Jeon Ji-hee Yang Ha-eun Lin Ye Zeng Jian                      |              |     |
| 2019 Geelong    | World Tour Platinum | Jung Young-sik Lee Sang-su   | Lin Gaoyuan Ma Long             | Fan Zhendong Xu Xin Amalraj Anthony Sathiyan Gnanasekaran | Chen Meng Wang Manyu         | Jeon Ji-hee Yang Ha-eun      | Choi Hyo-joo Lee Eun-hye Miyu Nagasaki Miyuu Kihara           |              |     |

## Palmarès Double mixte
|      | Lieu    | Vainqueur                  | Finaliste                 | Demi-finalistes                                              | Source |
| ---- | ------- | -------------------------- | ------------------------- | ------------------------------------------------------------ | ------ |
| 2018 | Geelong | Lee Sang-su Jeon Ji-hee    | Lim Jong-hoon Yang Ha-eun | Cheng I-Ching Chen Chien-An Maharu Yoshimura Kasumi Ishikawa |        |
| 2019 | Geelong | Wong Chun Ting Doo Hoi Kem | Mima Ito Jun Mizutani     | Lin Yun-ju Cheng I-Ching Lee Sang-su Jeon Ji-hee             |        |

## Palmarès Simples Garçons moins de 21 ans
|      | Lieu       | Vainqueur      | Finaliste     | Demi-finalistes             | Source |
| ---- | ---------- | -------------- | ------------- | --------------------------- | ------ |
| 2014 | Sydney     | Asuka Sakai    | Sambe Kohei   | Cedric Nuytinck Li Hon Ming | [ 10 ] |
| 2015 | Gold Coast | Jang Woo-jin   | Yuya Oshima   | Yuto Kizuturi Ho Kwan Kit   | ,      |
| 2016 | Melbourne  | Mizuki Oikawa  | Yuto Kizuturi | Ryotaro Ogata Romain Ruiz   | [ 12 ] |
| 2017 | Gold Coast | Park Gan-hyeon | Kim Min-hyeok | Lim Jong-hoon Cho Seung-min | [ 13 ] |

## Palmarès Simples Filles moins de 21 ans
|      | Lieu       | Vainqueur     | Finaliste   | Demi-finalistes            | Source |
| ---- | ---------- | ------------- | ----------- | -------------------------- | ------ |
| 2014 | Sydney     | Mima Ito      | Miyu Kato   | Itomi Sato Hairi Abe       | [ 10 ] |
| 2015 | Gold Coast | Hitomi Sato   | Hina Hayata | Lee Zion Zeng Jian         | [ 11 ] |
| 2016 | Melbourne  | Miyu Kato     | Sakura Mori | Sakai Shibata Miyuu Kihara | [ 12 ] |
| 2017 | Gold Coast | Sakai Shibata | Maki Shiomi | Choi Hyojoo Lin Ye         | [ 13 ] |

## Sources et références
1. 1 2 3 4 5 6 7 8 9 10 11  « Return to Queensland, hopes of repeat », sur International Table Tennis Federation, 28 juin 2017 (consulté le 9 août 2017)
2. ↑  « Ding Song vs Johnny Huang », sur youtube, 27 décembre 2017 (consulté le 9 août 2017)
3. ↑  « Wang Liqin », sur en.people.cn (consulté le 9 août 2017)
4. ↑  (en) « Interview with Ma Lin from 1999 », TableTennisDaily,‎ 1999 (lire en ligne, consulté le 9 août 2017)
5. ↑  « Stats », sur dr.ittf.com (consulté le 9 août 2017)
6. ↑  « R E S U L T S », sur old.ittf.com (consulté le 9 août 2017)
7. ↑  « R E S U L T S », sur www.old.ittf.com (consulté le 9 août 2017)
8. ↑  « R E S U L T S », sur www.old.ittf.com (consulté le 9 août 2017)
9. ↑  (en-GB) « Seamaster 2017 ITTF World Tour Platinum, Australian Open - Tournaments - International Table Tennis Federation », sur International Table Tennis Federation (consulté le 9 août 2017)
10. 1 2 3 4  « ITTF Events », sur www.old.ittf.com (consulté le 10 août 2017)
11. 1 2 3 4  « ITTF Events », sur www.old.ittf.com (consulté le 10 août 2017)
12. 1 2 3 4  « ITTF Events », sur www.old.ittf.com (consulté le 10 août 2017)
13. 1 2 3 4  (en-GB) « Seamaster 2017 ITTF World Tour Platinum, Australian Open - Tournaments - International Table Tennis Federation », sur International Table Tennis Federation (consulté le 11 août 2017)